# 成美愛
成 美愛（ソン・ミエ、朝鮮語: 성미애）は、大韓民国の 韓国放送通信大学校 生活科学科 教授。

## 出身学校
- ソウル大学校 社会生活学科 学士
- ソウル大学校 大学院 社会生活学 修士

## 経歴
- ソウル大学校 家庭大学家庭管理学科 (家庭学士)
- ソウル大学校 大学院消費者児童学科 (家庭学修士)
- ソウル大学校 大学院消費者児童学科(文学博士)
- 韓国放送通信大学校 生活科学科 教授